# 栋西德斯
栋西德斯是德国莱茵兰-普法尔茨州的一个市镇。总面积9.03平方公里，总人口1001人，其中男性499人，女性502人（2011年12月31日），人口密度111人/平方公里。